# Hangu (distrikt i Pakistan)

Karta över Nordvästra Gränsprovinsen med distriktet Hangus läge markerat i rött.

Hangu är ett distrikt i den pakistanska provinsen Nordvästra Gränsprovinsen. Administrativ huvudort är Hangu. Hangu blev ett distrikt 1998 efter att tidigare varit en del av distriktet Kohat.